# Стенвалль, Кай
Кай Кристиан Стенвалль (швед. Kaj Kristian Stenvall; род. 25 декабря 1951, Тампере, Финляндия) — финский художник, ставший широко известным благодаря серии картин, выполненных под влиянием персонажей Уолта Диснея и прежде всего Дональда Дака.

## Творчество
Международное признание художник получает начиная с 1989 года благодаря серии работ, выполненных под влиянием персонажей Уолта Диснея и прежде всего Дональда Дака. «Утиная эпоха» в творчестве художника продолжалась на протяжении 20 лет, а первой работой из этой серии стала работа «Утка-Ленин».
В 2014 году ажиотаж вокруг работ художника был связан с изображением на них российского президента Владимира Путина («Путин в нежном возрасте», «Молодой Путин в Крыму», 2014; «Путин на реке Нарва в марте 2014»; «Путин останавливает неизвестный танк голыми руками»; «Путин на Западе в феврале 2015»).

«В картинах с утками я старался наделить душой и придать глубины тусклому и бедному образу. Совсем не хочу третировать личность Путина, но и он тоже, в определенном смысле, является тривиальным персонажем. Или, по крайней мере, таким его представляют в прессе».— Кай Стенвалль
В 2016 году художник представил зрителям новую серию работ с изображением известных политиков России и Финляндии.

## Выставки
Персональные
- 2015 — выставочный центр «Старая Шахта» (Оутокумпу, Финляндия[4])